# Nagy Sándor (újságíró)
Nagy Sándor (Nagybaracska, 1922. június 10. – Budapest, 1990. április 4.) Kossuth-díjas (1949) magyar író, újságíró, politikus. Házasságot kötött Vas Gizellával. Három gyermekük született: Nagy Zsuzsanna (1947), Nagy Sándor (1949), Nagy Ildikó (1954). Válásuk után még háromszor kötött házasságot ahonnan 3 gyermeke született.

## Élete és munkássága
Miután elvégezte a polgári iskola négy osztályát, Baja városában kezdett továbbtanulni a katolikus tanítóképző intézetben, azonban egy félév elteltével kicsapták onnan. 1938 decemberében politikai meggyőződésből szökést kísérelt meg Csehszlovákiába, később a Szovjetunióba, sikertelenül. 1941-ig kubikus, építőmunkás, favágó, valamint summás is volt.
1942 és 1943 között a katonaságnál teljesített szolgálatot hadipilóta-növendékként. 1944-ben állt át a szovjet-magyar csapatokhoz, ekkor katonai kiképzésben is részesült. 1944 karácsonyától kezdődően a demokratikus hadsereg tagjaként szolgált. 1945 és 1948 között a Nemzeti Parasztpárt tagjaként tevékenykedett mint politikus. 1946–1947-ben a Szegedi Tudományegyetem jogi karán tanult, azonban az egyetemi tanulást abbahagyta tüdőbaja következtében.
Sík Sándor biztatására kezdett el irodalmi témájú riportokat szerezni. 1948 tavaszán átlépett a Magyar Kommunista Párt tagjai közé. Ettől kezdve gazdasági szervező lett a Népi Kollégiumok Országos Szövetségében (NÉKOSZ). Újságírói pályafutása 1949-ben indult el a Délmagyarország című napilapnál, Szegeden. 1949-ben Baumgarten-jutalmat kapott. 1949-től 1951-ig a Szabad Nép című napilap szerkesztőségében tevékenykedett Budapesten. 1952 és 1955 között a Tiszatáj című lap szerkesztője volt Szegeden. 1955-ben a Művelt Nép szerkesztőségébe helyezték Budapestre. 1957 és 1959 között a Hétfői Hírek kultúrrovatának vezetőjeként dolgozott.
1959-ben tért vissza Szegedre. Az újszegedi gimnázium kollégiumában nevelőtanári állást vállalt, közben magyar-történelem szakon levelező hallgatóként végezte az egyetemet. Az 1960-as évek elején szembefordult a Magyar Szocialista Munkáspárttal (MSZMP), a párt kínai-albán politikájából kifolyólag. Az úgynevezett „kínai-albán perben” politikai izgatás miatt 6 évre elítélték, végül három évet és három hónapot töltött a börtönben.
Kiszabadulását követően Csepelen a Betonelem Gyárban dolgozott gyári munkásként 1967 és 1971 között. Ezután a Kőbányai Porcelángyárban volt kemencés rakodó és anyagmozgató. 1971-es leszázalékolásáig diszpécserként működött a Postai Műszerüzemnél.

## Művei
Könyvei albán, azeri, baskír, belarusz, cseh, finn, kazah, kínai, német, orosz, román, vietnámi nyelven is megjelentek.
- Az Úr jó vitéze. Regény; Hungária, Bp., 1948
- A kis király hídja (elbeszélés, Budapest, 1949)
- Megbékélés. Elbeszélés; Szépirodalmi, Bp., 1952
- A nép reménysége. Válogatott írások; Csongrád Megyei Nyomda, Szeged, 1953 (Tiszatáj füzetei, 37.)
- A szabadulás napja; Tiszatáj Írói Munkaközösség–Városi Tanács V.B., Szeged, 1960 (Tiszatáj irodalmi kiskönyvtár, 1960, 10.)

## Díjai, elismerései
Munkásságáért többek közt a következő kitüntetésekben részesült:
- 1949: Kossuth-díj
- 1952: Sztálin-díj, Megbékélés című novellájáért